# Chromolepida pruinosa
Chromolepida pruinosa är en tvåvingeart som först beskrevs av Daniel William Coquillett 1904.  Chromolepida pruinosa ingår i släktet Chromolepida och familjen stilettflugor.
Artens utbredningsområde är Nicaragua. Inga underarter finns listade i Catalogue of Life.